# A Noite do Desejo
A Noite do Desejo, de título alternativo Data Marcada para o Sexo, é um filme brasileiro de 1973, do gênero pornochanchada, com direção de Fauzi Mansur.
Este quinto filme do cineasta chegou a ser vetado e mutilado pela Censura Federal, sendo lançado, com cortes, apenas em São Paulo em 6 de dezembro de 1973. Pouco depois, no entanto, o filme seria novamente recolhido. No Rio de Janeiro, o filme estreou em 17 de dezembro do mesmo ano, embora tenha sido, mais uma vez, proibido.
O filme, como outros títulos da obra de Mansur, foi produto do Cinema da Boca do Lixo, movimento cinematográfico paulistano que muito contribuiu, embora não exclusivamente, para a produção e consolidação da pornochanchada no estado de São Paulo entre as décadas de 60 e 80.
Por esses mesmos motivos, a sua circulação em festivais de cinema foi inexistente ou não-documentada, apesar de nas ultimas décadas o filme ter se consolidado não apenas como um dos maiores sucessos de Mansur, mas como um referencial da pornochanchada paulistana e do chamado “Cinema da Boca”. Quanto a premiações, no entanto, o filme foi mencionado na categoria de montagem pela Associação Paulista de Críticos de Arte (APCA) em 1973.

## Sinopse
A Noite do Desejo (1973) conta a história de dois operários — Toninho e Giba — que, alienados do sistema, trabalharam o mês inteiro por uma noite de farra, glamour, hedonismo e libertinagem. Os dois saem pela noite paulistana, e deparam-se com algo bem diferente do que procuravam: um submundo urbano de violência e frustrações. Paralelamente, como tentativa de burlar a censura, dando à historia um respiro do erotismo, Pedro (um rapaz interiorano), perambula pela cidade em busca de sua amada, Selma. 

## Resumo[2][6]
O filme tem seu início em uma manhã de sábado. No interior de São Paulo, em Laranjeiras, Pedro (Ewerton de Castro) pede carona, iniciando a procura por sua Selma (Selma Egrei), desaparecida na noite metropolitana. Na capital, Toninho (Ney Latorraca) e Giba (Roberto Bolant) são amigos e operários da mesma empresa. Depois de mais de um mês sem desfrutar da companhia feminina, os homens fazem hora extra para juntar o dinheiro ao mirrado salário, a fim de tirarem o atraso em meio aos luxos e prazeres que a noite da Boca do Lixo pode lhes oferecer.
À noite, então, perseguindo o seu objetivo, eles percorrem as ruas — de boates sofisticadas às mais baratas — em uma decadente busca, cada vez mais frustrada. Paralelamente, em um percurso semelhante, Pedro pergunta por Selma pelos mesmos estabelecimentos.
Após as já tantas desventuras — uma das quais resultou na obsessão erótica de um homem por Giba —, os amigos encontram duas garotas dispostas a ficar com eles, Marcela (Marlene França) e Ivete (Betina Viany), e veem-se obrigados a contentar-se não apenas com as meninas, mas com um hotel barato para, finalmente, destilar o seu desejo.
Nesse ambiente decadente, os quatro, mais do que sexo, encontrarão motivos para externalizar os seus ressentimentos, recalques, revoltas e frustrações, num embate dos mais agressivos, em que a comunicação se faz impossível.
Simultaneamente, Pedro e Selma, já reunidos, discutem o seu futuro. Ela, descobre-se, havia deixado Laranjeiras em busca de algo mais, fugindo da monotonia. Ele, um rapaz tradicional, tenta convencê-la a retornar, com a promessa de que o ócio seria compensado pela estabilidade. Nesse mesmo cenário, Pedro precisará enfrentar o cafetão da amada (Pedro Stepanenko), antes que ela decida o que fazer. O conflito, por fim, é apaziguado, e o desfecho dos amantes se dá com a sua lenta aproximação e um zoom-in em uma flor dada a Selma por Pedro. O gesto, talvez, supondo o posterior retorno de Selma não só a Laranjeiras, mas à sua inocência.
No hotel, quando o purgatório dos quatro parece ter atingido o seu auge, o homem que no início da noite pôs-se a perseguir Giba, finalmente os alcança. Curiosamente, já levado ao limite, Giba cede ao rapaz, e o convida para entrar. A real violência, no entanto, eclode pelas mãos de Toninho, que agride o rapaz. Ao final do filme, a polícia lida com o caos instaurado no hotel e os operários, como se nada passasse, tornam à sua tediosa e alienada normalidade. A noite desejada, por fim, torna-se um anticlímax, a consolidação máxima da sua humilhação.

## Elenco[1]
Em ordem de créditos:
- Roberto Bolant como Gilberto (Giba)
- Ney Latorraca como Toninho
- Selma Egrei como Selma
- Marlene França como Marcela
- Betina Viany como Ivete
- Ewerton de Castro como Pedro

Em ordem alfabética:
- Abdala Mansur
- Caçador Guerreiro
- Carlos Bucka
- Francisco Curcio
- Gracinda Fernandes
- José Júlio Spiewak
- Pedro Stepanenko
- Walter Portela

## O cinema da boca do lixo[7]
Entre o fim de 1960 e o início de 1980, a região da Boca do Lixo em São Paulo — situada nos arredores da Estação da Luz — se tornaria um amplo e importante polo de produção audiovisual independente paulistana e brasileira. O contexto histórico da época ditava o tom das produções que viriam a seguir: as décadas de 60 e 70 foram palco da chamada "revolução de costumes" ou "revolução sexual", protagonizada pela ascensão da contracultura (movimento hippie, punk, pop art...), pelos movimentos dos direitos civis ao redor do mundo (sobretudo nos Estados Unidos da América, que ditavam e ditam grande parte do comportamento social mundial) e por ideais de liberação sexual, inclusive a feminina (pílula anticoncepcional)... É nesse contexto, portanto, que serão frequentemente associadas ao pornô, as obras advindas da Boca do Lixo, que explorariam abundantemente o erotismo e a forma feminina espetacularizada. 

#### A pornochanchada e A Noite do Desejo (1973) na Boca do Lixo[7]
Nesse contexto, a região da Boca do Lixo fez-se conhecida por um cinema que apelou à então "nova-juventude", que já não via seus recentes ideias refletidos no cinema predominante. Em conveniente consonância com a sua ascensão, em meados de 1960, deriva da já popularizada comédia de costumes cinematográfica um novo tipo de filme, que se estruturaria em torno, justamente, do sexo e do erotismo. Assim, como argumentado por Nuno Cesar Abreu (2006), essa revolução serviria não apenas a fins transgressores, mas também comerciais — se comercializaria narrativas sobre os dilemas do comportamento sexual então em efervescência. Desse cenãrio emergiriam diversos cineastas, tais como Reginaldo Faria, Alberto Pieralisi, Pedro Carlos Rovai, Luiz Castellini e Fauzi Mansur — esse último, com filmes notoriamente mais maliciosos.
Estas produções, apesar de suas frequentes variações em gênero (comédias, dramas, aventuras...) e intensidade do erotismo (sendo algumas mais sensuais ou mais românticas), seriam, por um olhar preconceituoso, todas enquadradas sob um mesmo escopo, que às reduziria, então, a simplesmente comédias picantes: a pornochanchada. Tal denominação — inicialmente pejorativa, que com o passar do tempo se articularía como gênero — surge da mescla da categoria técnica de comédia erótica, com o termo "chanchada", usado popularmente para referir-se àquilo que é bobo, mal feito, "esculhambado", pouco caprichado. 
Cabe ressaltar que uma frequente alegação feita contra a pornochanchada, era de que o gênero possuía caráter enganoso. Apesar de considerado subversivo e imoral por muitos, argumenta-se que estas críticas eram, possivelmente, feitas por indivíduos verdadeiramente alheios aos filmes. Estes, pode-se observar, frequentemente se valiam de títulos sacanas e ambíguos (como "Eu dou o que elas gostam", de slogan complementar: "E o que elas gostam não é mole"), de cartazes mais que provocativos (estes sim, frequentemente beirando o pornográfico) e de uma linguagem visual que se articulava inteiramente entorno da insinuação sexual, mas não da sua prática (eis aí, possivelmente, a fronteira entre o erotismo e a pornografia).
A estratégia de atiçar o espectador mas não proporcionar uma catarse visual, pode ser muito bem observada em A Noite do Desejo (1973), em que, assim como na larga maioria das pornochanchadas, o realmente importante é elevação das formas femininas pela técnica. Como também sugerido por Nuno Abreu, a maneira de olhar para o corpo feminino, por exemplo, seria mais importante do que o corpo em si.
Portanto, apesar do filme de Mansur ser permeado por abundante estímulo visual, não há, de fato, cenas de sexo ou nudez explícita, mas a sua insinuação. Ademais, o uso generalizado do termo "pornochanchada" para referir-se a filmes eróticos de gêneros variados, foi responsável, também, por uma vasta gama de clichês frequentemente explorados em comédias eróticas, muitos dos quais, mais uma vez, são identificados em A Noite do Desejo, como o machão sedutor (Toninho e Giba), o homossexual afetado, o cafetão (Flores, o cafetão de Selma) e, principalmente, a garota de programa (Marcela e Ivete).

## Censura Federal
A trajetória de lançamento do filme, que retrata intensamente a prostituição proletária, foi conturbada, tendo em vista a ação da censura da época. 
Tendo sido inicialmente interditado após o diretor receber análises negativas dos censores, o filme passaria por um processo de amenização moral, recomendação aceita por Mansur. A partir desta mudança foi, então, incorporada ao enredo do filme a trama paralela de Pedrinho, que com o objetivo de resgatar do meretrício a paixão de sua adolescência, na visão de bom moço interiorano, viaja a São Paulo.

Após seus dois lançamentos temporários, em São Paulo e no Rio de Janeiro, A Noite do Desejo (1973) ficaria interditado por mais de seis anos, apesar das tentativas de negociação. O filme pôde voltar a ser exibido somente em agosto de 1981, com o declínio da ditadura civíl-militar brasileira.